# Nghĩa Thái, Nghĩa Hưng
Nghĩa Thái là xã thuộc huyện Nghĩa Hưng, tỉnh Nam Định, Việt Nam.

## Địa giới hành chính
Xã Nghĩa Thái nằm ở phía bắc của huyện Nghĩa Hưng.
- Phía đông giáp xã Trực Thuận, huyện Trực Ninh;
- Phía nam giáp xã Nghĩa Trung, huyện Nghĩa Hưng;
- Phía tây giáp xã Nghĩa Châu, huyện Nghĩa Hưng;
- Phía bắc giáp các xã Nghĩa Thịnh, Nghĩa Đồng (nay là xã Đồng Thịnh), huyện Nghĩa Hưng và xã Nam Thái, huyện Nam Trực.